# Pałac w Rachowie
Pałac w Rachowie – wybudowany w  1870 r., w Rachowie, położony w województwie dolnośląskim, w powiecie średzkim, w gminie Malczyce.
Obiekt jest częścią zespołu pałacowego, w skład którego wchodzi także park.